# Littamum

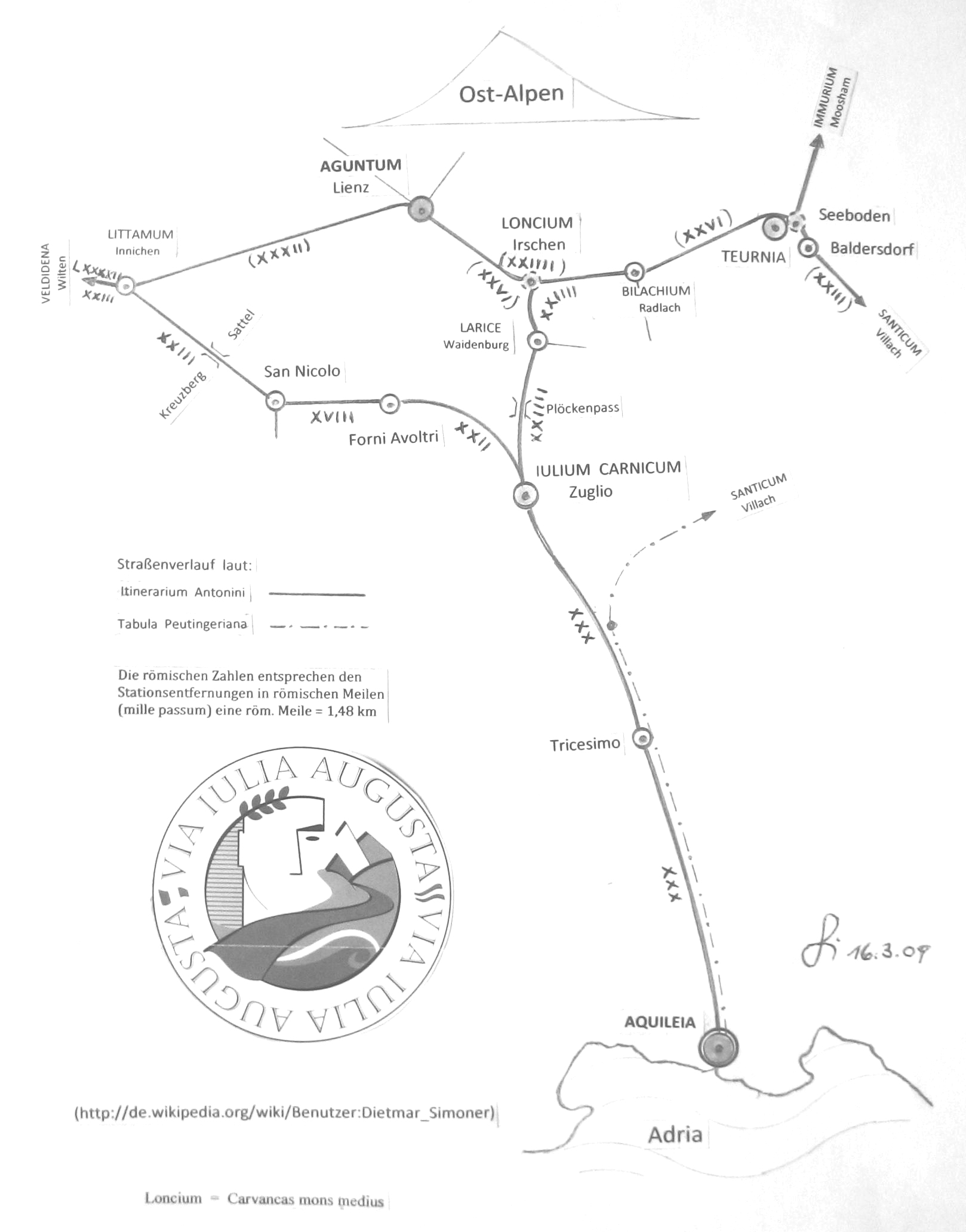
Littamum auf der Via Julia Augusta

Littamum war eine römische Straßenstation der Via Julia Augusta, die sich vermutlich auf dem Gebiet des heutigen Innichen (Südtirol) befand. Sie dürfte von den Römern nach der Eroberung des Gebietes im Rahmen der Augusteischen Alpenfeldzüge 15 v. Chr. errichtet worden sein und bis ins 5. oder 6. Jahrhundert bestanden haben. Ihre genaue Lokalisierung ist bis heute umstritten.

## Geschichte und Schriftquellen
Die archäologischen Ausgrabungen im Gebiet weisen auf eine ursprünglich keltische Besiedlung hin, die bis in die späte Bronzezeit zurückgeht. Das Gebiet bei Innichen befand sich im Königreich Noricum, man sprach die kaum belegte Norische Sprache. Im Zuge der frühen Expansionsbemühungen unter Kaiser Augustus, den Augusteischen Alpenfeldzügen, zogen die Römer 15 v. Chr. unter dem Feldherrn Drusus durch das Pustertal, unterwarfen die rätischen und keltischen Stämme und richteten die Provinzen Raetia und Noricum ein. In der Folge wurde die Mansio Littamum als Station der Via Julia Augusta errichtet. Diese Römerstraße fungierte als Abkürzung zwischen Veldidena und Aguntum bzw. Aquileia. Littamum war die Station zwischen Aguntum und Sebatum.
Der Name findet sich nur im Itinerarium Antonini aus dem 3. Jahrhundert n. Chr. in der deklinierten Form Littamo. Spätere Schriftzeugnisse fehlen ganz – der Name scheint in den bajuwarischen Urkunden nicht mehr auf; die Slawen hatten erst ab dem 10. Jahrhundert eine eigenständige Kultur der Schriftlichkeit. Im Gegensatz zu vielen anderen Straßenstationen wie Vipitenum oder Veldidena fand Littamum damit wohl keinen Eingang in den Sprachgebrauch der nachrömischen Besiedlung.
Demnach dürfte die Anlage mit dem Untergang des Römischen Reiches in der Spätantike aufgelassen und vergessen worden sein. Die Unruhen der Völkerwanderung und insbesondere die bajuwarisch-slawischen Auseinandersetzungen rund ums Toblacher Feld im 6. und 7. Jahrhundert scheint Littamum nicht überstanden zu haben.

## Name
Der Name wird als keltisch eingeordnet und bezog sich ursprünglich nur auf die Keltensiedlung an der Stelle. Für die Bedeutung des Namens wird meist die indogermanische Wurzel *lit- (breit, ausgedehnt) herangezogen. Es liegt ein möglicher Superlativ auf -tamo vor. Das rekonstruierte Ausgangswort ist *Littamom/*Littamon (‚die breiteste Stelle‘, ‚das größte Feld der Talsohle‘).

## Lokalisierung und Archäologie

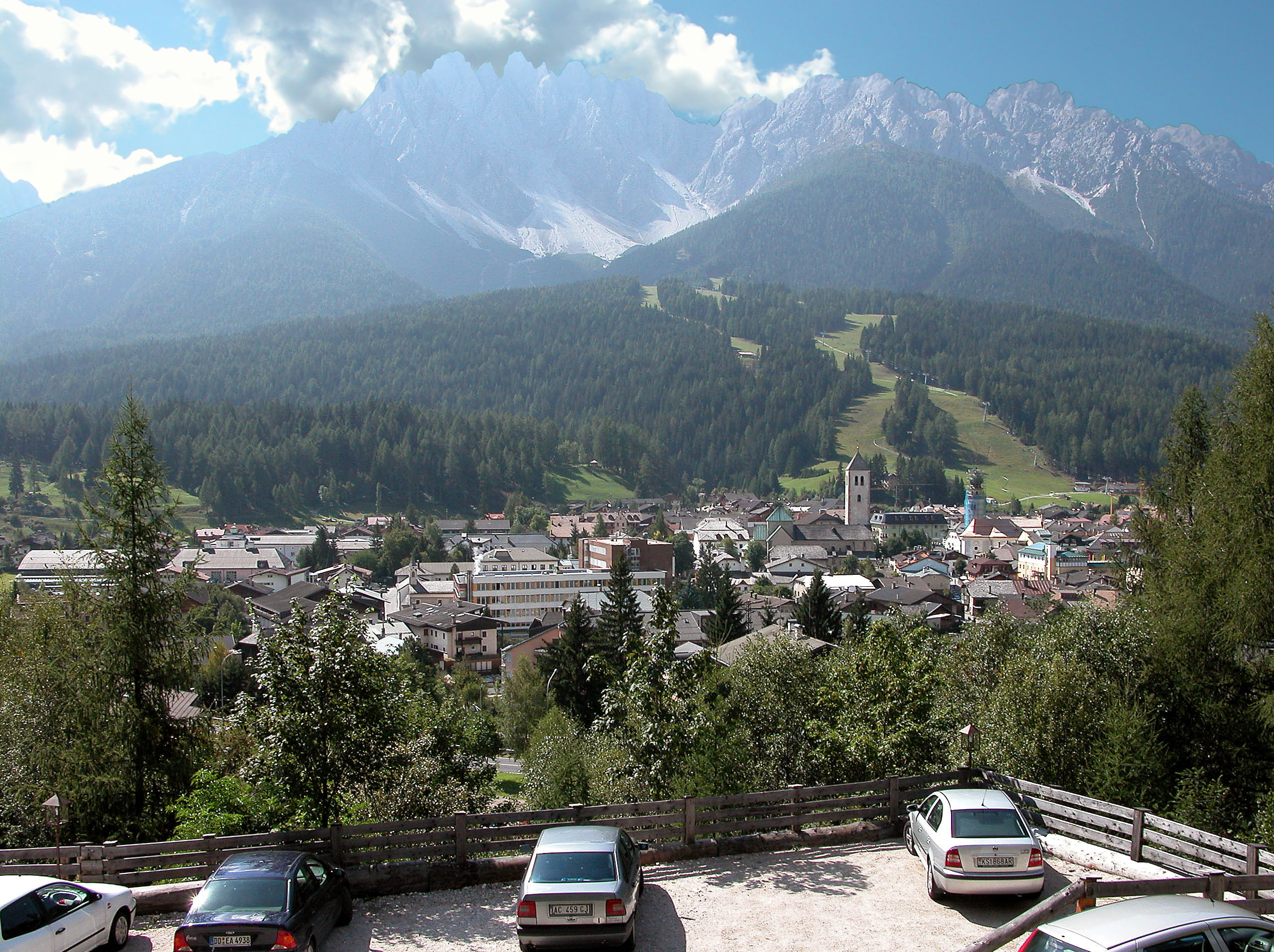
Innichen von Norden – auf der kleinen Anhöhe links wurden Reste eines Castrums gefunden; bei dem romanischen Kirchturm wird die Zivilsiedlung lokalisiert und beim Krankenhaus links vorne war die Therme.

Weil Littamum urkundlich so schwer fassbar ist, gab es einige Historiker, die diese Station in Osttirol lokalisierten. Laut dem Itinerarium Antonini ist Littamum nämlich 23 römische Meilen von Aguntum entfernt, da wäre das Dorf Strassen in Osttirol. Dann würden aber die Abstände zu Sebatum und Vipitenum sowie die Position der Meilensteine nicht mehr stimmen. Es wird vermutet, dass auf dem Itinerarium ein X vergessen wurde und statt XXXIII mpm nur XXIII mpm geschrieben wurde.
Häufig wird Littamum daher auf dem Gebiet des heutigen Südtiroler Ortes Innichen lokalisiert. Bei der Mündung des Sextner Baches nördlich der dortigen Stiftskirche wurden einige Funde einer Zivilsiedlung (vicus) aus der Römerzeit gemacht. Beim Krankenhaus wurden Strukturen einer Thermenanlage mit Hypokaustum gefunden. Auf dem Bühel mit dem heutigen Soldatenfriedhof und nordwestlich davon wurden Fundamente eines Castrums freigelegt und zwischen diesem Bühel und dem Sextner Bach konnte ein römisches Gräberfeld festgestellt werden. Am Kranzhof und am Innichberg nordöstlich von Innichen gibt es Funde einer späthallstattzeitlichen Siedlung, die auch Elemente aus der Römerzeit aufweist. Im Umland sind römische Landgüter (villae rusticae) nachgewiesen.